# Melusine von der Schulenburg
Ehrengard Melusine von der Schulenburg (ur. 25 grudnia 1667 w Emden, zm. 10 maja 1743) – niemiecka szlachcianka, kochanka króla Wielkiej Brytanii i elektora hanowerskiego Jerzego I.
Kiedy poznała elektora Jerzego, była damą dworu jego matki, Zofii Wittelsbach. Ze związku z Jerzym Melusine miała troje dzieci:
- Anna Ludwika Zofia (1692–1773), żona Ernesta Augusta von dem Bussche-Ippenburg, (para nie miała dzieci);
- Petronilla Melusina (1693 - 16 września 1778), hrabina Walsingham, żona Philipa Stanhope'a, 4. hrabiego Chesterfield, (para nie miała dzieci);
- Małgorzata Gertruda (1703–1773), żona Albrechta Wolfganga von Schaumburg-Lippe, (para miała dzieci).

Kiedy Jerzy został w 1714 r. królem Wielkiej Brytanii, Melusine przeniosła się wraz z nim do jego nowego królestwa. 18 lipca 1716 r. otrzymała parowskie tytuły księżnej Munster, markizy i hrabiny Dungannon oraz baronowej Dundalk. 19 marca 1719 r. otrzymała dodatkowo tytuły księżnej Kendal, hrabiny Feversham oraz baronowej Glastonbury. W 1723 r. otrzymała od cesarza Karola VI tytuł księżnej Eberstein. Podczas pobytu w Wielkiej Brytanii mieszkała w Kendal House w Isleworth w hrabstwie Middlesex.
Melusine zmarła w 1743 r. Nigdy nie wyszła za mąż, aczkolwiek krążyły po Anglii plotki o sekretnym ślubie króla i jego kochanki.